# سوگند (فیلم ۲۰۱۰)
«سوگند» (انگلیسی: The Oath (2010 film)) فیلمی در ژانر مستند به کارگردانی لورا پویترس است که در سال ۲۰۱۰ منتشر شد.